# Lorcha
Lorcha (em castelhano) ou l'Orxa (em valenciano) é um município da Espanha na província de Alicante, Comunidade Valenciana. Tem 31,76 km² de área e em 2021 tinha 584 habitantes (densidade: 18,4 hab./km²).

## Demografia
| Variação demográfica do município entre 1991 e 2004 | Variação demográfica do município entre 1991 e 2004 | Variação demográfica do município entre 1991 e 2004 | Variação demográfica do município entre 1991 e 2004 |
| --------------------------------------------------- | --------------------------------------------------- | --------------------------------------------------- | --------------------------------------------------- |
| 1991                                                | 1996                                                | 2001                                                | 2004                                                |
| 810                                                 | 823                                                 | 737                                                 | 735                                                 |